# Pseudaethria cessogae
Pseudaethria cessogae är en fjärilsart som beskrevs av William Schaus 1924. Pseudaethria cessogae ingår i släktet Pseudaethria och familjen björnspinnare. Inga underarter finns listade i Catalogue of Life.